# Непокалянув

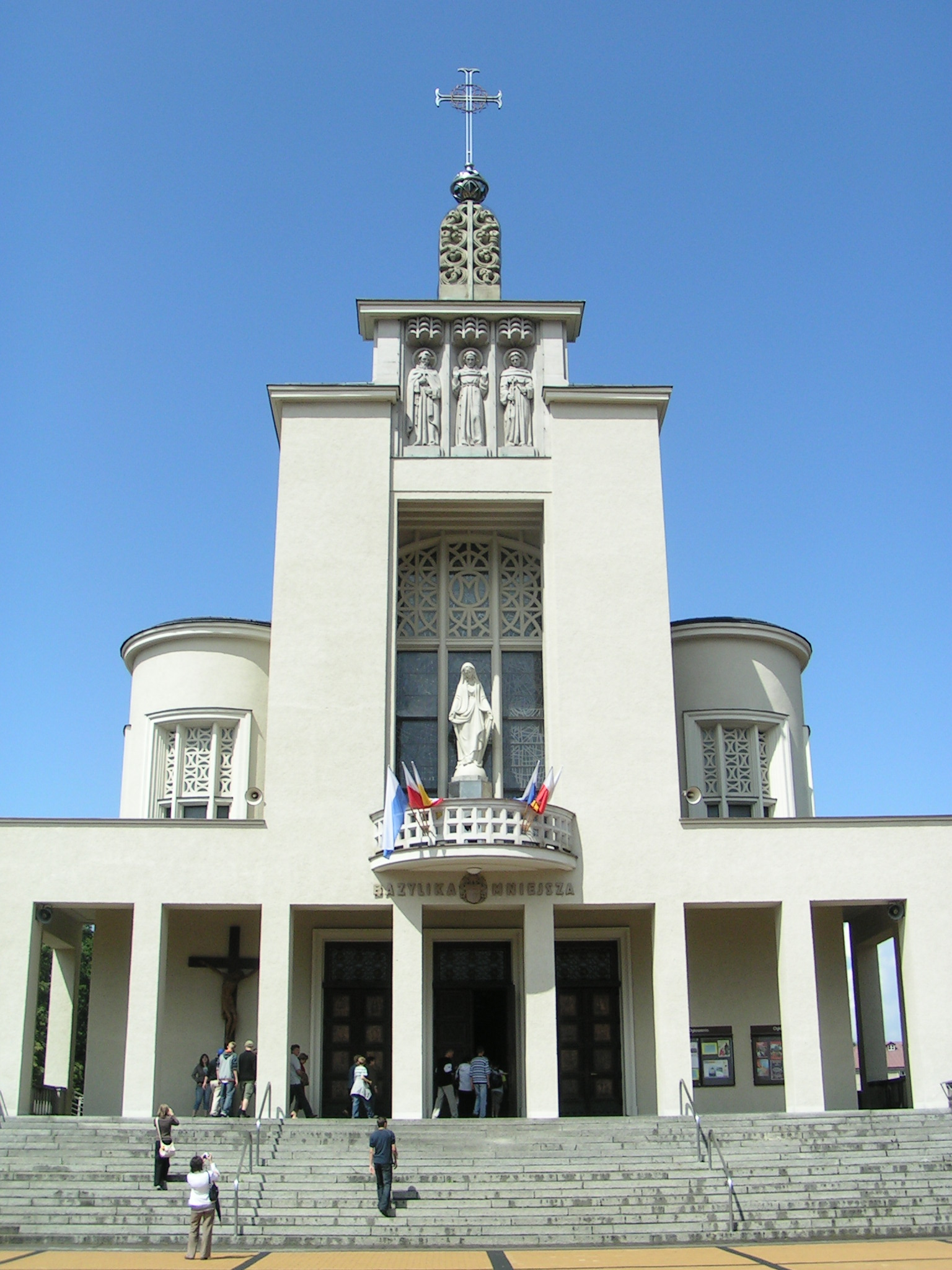
Базилика в Непокалянове

 Непокаля́нув, Непокалянов (пол. Niepokalanów) — католический санктуарий, посвящённый Пресвятой Деве Марии и находящийся в Польше в гмине Тересин в 40 километрах на запад от Варшавы. Данный санктуарий является важнейшим паломническим центром центральной Польши.
Непокалянув основан в 1927 году священником-францисканцем Максимилианом Кольбе на пустом месте (причислен к лику святых в 1982 году).
В настоящее время на территории этого санктуария находится монастырь францисканцев OFMConv, базилика, музей святого Максимилиана Кольбе, радиостанция «Радио Непокалянув» и католическое издательство.